# أحمد عصام
أحمد عصام ممثل مصري.

## مسيرته الفنية
بدأ اهتمام أحمد عصام بالتمثيل في سن مبكرة فشارك وهو لا يزال طفلًا بالتمثيل في مسلسل الأطفال الشهير «بوجي وطمطم» عام 1998 ثُم اهتم بعدما كبر بتصميم عروض الألعاب النارية والخدع البصرية والمؤثرات الخاصة فكانت أولى الحفلات التي شارك فيها بعروض الألعاب النارية حفلًا غنائيًا للمطرب محمد منير ثُم شارك بعد ذلك بروضه في العديد من الحفلاتوالفعاليات في مصر والعالم العربي والتي كان من أهمها مشاركته في مهرجان موسم الرياض وفي حفل نهائي كأس الأمم الأفريقية لكرة القدم تحت 23 سنة. كان حلم التمثيل قد عاد ليراود أحمد عصام مجدّدًا منذ سنوات فشارك في فيلم سنمائيّ بعنوان «نور عيني» في عام 2010 ثُم توالت مُشاركاته في الأفلام السينمائية والأعمال التليفزيونية وكان من أبرزها دوره في مسلسل «آدم» الذي عُرض في عام 2011 وقام ببطولته تامر حسني، ودوره في مسلسل «بيت السلايف» الذي عُرض في عام 2018 وفي عام 2020 خاض أحمد عصام أولى تجاربه في الكتابة فكتب القصة والسيناريو والحوار لمسلسل «طلقتك نفسي».

## أعماله
| سنة العرض | اسم العمل                   | نوع العمل          | الدور                                                                              |
| --------- | --------------------------- | ------------------ | ---------------------------------------------------------------------------------- |
| 2020      | طلقتك نفسي                  | مسلسل              | رؤوف - شكري - فريد - نادر - عادل - ماجد - عصام - رشاد - منصور - قصة وسيناريو وحوار |
| 2019      | البيت الكبير (الجزء الثاني) | مسلسل              | عادل الجهيمي                                                                       |
| 2018      | بيت السلايف                 | مسلسل              | يوسف هنداوي                                                                        |
| 2018      | قانون عمر                   | مسلسل              | حسن                                                                                |
| 2016      | السبع بنات                  | مسلسل              | عادل                                                                               |
| 2015      | ولي العهد                   | مسلسل              | رمزي السالك المحامي                                                                |
| 2014      | دكتور أمراض نسا             | مسلسل              |                                                                                    |
| 2013      | الشك                        | مسلسل              |                                                                                    |
| 2013      | قلب الأسد                   | فيلم               |                                                                                    |
| 2012      | خطوط حمراء                  | مسلسل              | دولار                                                                              |
| 2011      | آدم                         | مسلسل              | طاهر جيفارا                                                                        |
| 2010      | نور عيني                    | فيلم               | شوكت                                                                               |
|           | أئمة الهدى                  | مسلسل              |                                                                                    |
| 1998      | بوجي وطمطم في رشيد          | مسلسل عرائس متحركة | طفل                                                                                |

## روابط خارجية
- صفحة الممثل على موقع قاعدة بيانات الأفلام العربية